# Інчхон
Інчхо́н (кор. 인천) — місто і порт на Корейському півострові в Республіці Корея. Аванпорт Сеула в затоці Канхваман Жовтого моря. Інчхон займає третє місце за кількістю населення серед міст Кореї, після Сеула і Пусана. Інчхон є важливим транспортним вузлом країни, тому що в місті знаходиться найбільший порт на західному узбережжі півострова, а також найбільший у країні аеропорт Інчхон. У XXI столітті місто перетворилося на міжнародний центр бізнесу, зосередженого навколо футуристичного високотехнологічного проекту Нью-Сонгдо, у якому знаходиться найвища будівля країни, Northeast Asia Trade Tower (305 м).
Порт Інчхон став другим за величиною після порту Пусана завдяки зручному розташуванню в гирлі річки Ханган. Порт був заснований в 1883 році під ім'ям Чемульпо (кор. 제물포) і мав населення всього 4700 чоловік. Зараз це місто, що динамічно розвивається з населенням більше 2,5 мільйонів чоловік. Інчхон також має статус вільної економічної зони (ВЕЗ), для залучення іноземних інвестицій. Всього в Кореї існує дві ВЕЗ (друга Пусан-Чінхе). Місто ставить перед собою мету стати фінансовим центром.
Інчхон часто називають «воротами корейської столиці» і розглядають як частину Великого Сеула. Сеульський та Інчхонський метрополітен пов'язані між собою. Однак, Інчхон є незалежною адміністративно-територіальною одиницею і одним з найважливіших міст Кореї.

## Клімат
Місто знаходиться у зоні, котра характеризується вологим субтропічним кліматом. Найтепліший місяць — серпень із середньою температурою 25 °C (77 °F). Найхолодніший місяць — січень, із середньою температурою -2.2 °С (28 °F).
| Клімат Інчхона                                                        | Клімат Інчхона | Клімат Інчхона | Клімат Інчхона | Клімат Інчхона | Клімат Інчхона | Клімат Інчхона | Клімат Інчхона | Клімат Інчхона | Клімат Інчхона | Клімат Інчхона | Клімат Інчхона | Клімат Інчхона | Клімат Інчхона |
| Показник                                                              | Січ.           | Лют.           | Бер.           | Квіт.          | Трав.          | Черв.          | Лип.           | Серп.          | Вер.           | Жовт.          | Лист.          | Груд.          | Рік            |
| Абсолютний максимум, °C                                               | 15,8           | 18,2           | 21,9           | 32,7           | 31,2           | 33,8           | 38,9           | 38,9           | 33,4           | 28,6           | 26,2           | 17,5           | 38,9           |
| Середній максимум, °C                                                 | 1,7            | 4,4            | 9,6            | 16,1           | 21,3           | 25,4           | 27,6           | 29,0           | 25,5           | 19,7           | 11,8           | 4,7            | 16,4           |
| Середня температура, °C                                               | −2,1           | 0,3            | 5,1            | 11,3           | 16,4           | 20,9           | 24,0           | 25,2           | 21,1           | 15,0           | 7,6            | 0,9            | 12,1           |
| Середній мінімум, °C                                                  | −5,4           | −3,1           | 1,7            | 7,6            | 12,8           | 17,6           | 21,5           | 22,4           | 17,5           | 11,0           | 3,9            | −2,6           | 8,7            |
| Абсолютний мінімум, °C                                                | −21            | −18,4          | −13,8          | −3,6           | 3,4            | 8,7            | 12,8           | 14,4           | 5,3            | −3,2           | −12            | −18,6          | −21            |
| Середня кількість сонячних годин на місяць                            | 178,0          | 181,5          | 204,9          | 219,4          | 231,4          | 203,4          | 156,8          | 191,0          | 197,6          | 211,2          | 168,6          | 171,0          | 2314,9         |
| Норма опадів, мм                                                      | 20.6           | 20.8           | 40.5           | 57.7           | 100.3          | 112.0          | 319.6          | 285.8          | 153.5          | 53.4           | 51.0           | 19.3           | 1234.4         |
| Днів з опадами                                                        | 6,6            | 5,3            | 6,7            | 7,3            | 8,7            | 9,7            | 14,9           | 12,5           | 8,2            | 6,2            | 8,5            | 7,3            | 101,9          |
| Днів зі снігом                                                        | 7,6            | 4,3            | 2,5            | 0,2            | 0              | 0              | 0              | 0              | 0              | 0              | 1,5            | 5,8            | 21,9           |
| Вологість повітря, %                                                  | 61.5           | 61.8           | 63.4           | 64.1           | 70.3           | 74.8           | 82.2           | 79.1           | 73.1           | 67.3           | 63.9           | 62.0           | 68.6           |
| --------------------------------------------------------------------- | -------------- | -------------- | -------------- | -------------- | -------------- | -------------- | -------------- | -------------- | -------------- | -------------- | -------------- | -------------- | -------------- |
| Джерело: Korea Meteorological Administration (кількість сніжних днів) |                |                |                |                |                |                |                |                |                |                |                |                |                |

## Історія
Поселення людини на місці міста датуються часами неоліту. З кінця IV ст. і протягом усього Середньовіччя був одним з найважливіших торгових центрів Кореї. Один з перших портів Кореї, відкритих (кінець XIX ст.) для іноземної торгівлі. Інчхон входив до складу провінції Кьонгі поки не отримав статус міста прямого підпорядкування (зараз місто-метрополія) 1 липня 1981.
У 1950 році під час війни в Кореї тут була проведена Інчхонська десантна операція.
Інчхон відомий з 475 року, коли він носив назву Мічухоль.
У 1392 році, у рік заснування династії Joseon (Joseon Dynasty), місто стало називатися Інчжи, а 15 жовтня 1413, під час реформи місцевої адміністративної системи — Інчхон (15 жовтня святкується в Інчхоні як день міста). Таким чином перша згадка імені Інчхон сягає початку 15 століття.
Починаючи з травня 1882 року, дати підписання торговельної угоди між Кореєю та США, доля міста різко змінилася. Чемульпо несподівано став ключовою військовою точкою і потрапив у сферу інтересів багатьох країн. Він перетворився на центральну сцену для дипломатичних і політичних маневрів у цьому регіоні.
Незважаючи на примусове відкриття, початок стосунків між містом і рештою світу негайно викликало величезний потік людей і товарів у Чемульпо і зробило місцевий порт піонером і лідером у процесі модернізації Кореї.

## Адміністративний поділ

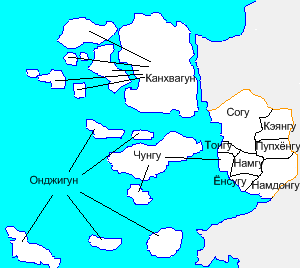
Адміністративний поділ міста

Інчхон поділений на 8 районів («ку») і 2 повіти («кун»).
- Район Пупхьон (кор. 富平区, 부평구)
- Район Тон (кор. 東区, 동구, «Східний район»)
- Район Кеян (кор. 桂陽区, 계양구)
- Район Чун (кор. 中区, 중구, «Центральний район»)
- Район Мічухол (кор. 弥邹忽区, 미추홀구)
- Район Намдон (кор. 南洞区, 남동구)
- Район Со (кор. 西区, 서구, «Західний район»)
- Район Йонсу (кор. 延寿区, 연수구)
- Повіт Канхва (кор. 江華郡, 강화군)
- Повіт Онджін (кор. 瓮津郡, 옹진군)

## Економіка
На початку XXI століття — це велике портове місто з населенням 2,5 млн осіб, потужний промисловий центр з розвиненими машинобудуванням, суднобудуванням, сталеливарної, нафтопереробної, хімічної, електротехнічної, текстильної, борошномельної промисловістю. У місті також розвинені виробництво листового скла і фарфоро-фаянсових виробів. Діє велика ТЕС.

## Транспорт
Інчхон є одним з головних транспортних вузлів Кореї.

### Міжнародний аеропорт Інчхон
Міжнародний аеропорт Інчхон був побудований 29 березня 2001. Він зведений на площі, що об'єднала два острови: Yeongjongdo і Yongyudo.
Це головний аеропорт Південної Кореї і один з найбільших хабів в Азії. У 2005 році аеропорт Інчхон обслужив 160 843 рейс (157 134 міжнародних, 3709 внутрішніх). У середньому 441 рейс щоденно (431 міжнародних, 10 внутрішніх). 59.7 % рейсів обслуговуються двома національними перевізниками Кореї, Korean Air і Asiana Airlines. Іноземними перевізниками обслуговуються 40.3 % рейсів. Найкращий аеропорт світу 2009 р., за версією Skytrax.
Повне завершення будівництва цього величезного аеропорту очікується до 2020 року. Тоді він зможе приймати і відправляти до 530,000 рейсів і 100 мільйонів пасажирів щороку.

### Залізничний
У 2007 році була відкрита швидкісна лінія (AREX) між аеропортом Кімпхо і аеропортом Інчхон. Дана лінія має 6 станцій і 40.3 км колій.

### Морський
Порт Інчхон другий за величиною після порту Пусана. Кількість і довжина причалів порту Інчхон дозволяють одночасно прийняти до 37-ми суден, включаючи судна водотоннажністю 50000 тонн. За даними на 1994 рік обсяг контейнерних перевезень за рік склав 164620 TEU, а кількість оброблених генвантажів — 165 мільйонів тонн. Завдяки системі шлюзів, внутрішня акваторія порту не схильна до впливу припливів і відпливів (до 10 метрів) і тому порт може приймати океанські судна.
Місто з'єднано поромними переправами з багатьма містами в північному Китаї:
- КНР Далянь, Даньдун в провінції Ляонін
- КНР Циндао, Вейхай в провінції Шаньдун
- КНР Ціньхуандао в провінції Хебей
- КНР Тяньцзінь (місто центрального підпорядкування)

### Метрополітен
У місті працює метрополітен, повністю інтегрований з Сеульським. Інчхонський метрополітен має дві лінії та 56 станцій, загальна протяжність шляхів становить 58,5 км. Перша лінія має 29 станцій, Друга лінія відкрита в повному складі у 2016 році має 27 станцій і 29,2 км шляхів. Компанія Korail побудує ще одну лінію метро від Інчхона до Сувона до 2025 року, ця лінія буде мати 10 станцій на території міста.

### Автобусне сполучення
Від автовокзалу Інчхон налагоджено міжміське автобусне сполучення у всі частини Кореї. Існує безліч автобусних маршрутів для пересування всередині міста, а також до сусідніх міст (Пучхон, Кімпхо, Сеул і Сіхин). Між Інчхоном і Сеулом діє швидкісне автобусне сполучення.

## Міста-побратими
- Burbank, США (18 грудня 1961)
- Філадельфія, США (15 серпня 1983)
- Анкоридж, США (7 жовтня 1986)
- Кіта-Кюсю, Японія (20 грудня 1988)
- Тяньцзінь, КНР (7 грудня 1993)
- Хайфонг, В'єтнам (24 липня 1997)
- Панама, Панама (16 березня 2000)
- Тель-Авів, Ізраїль (14 травня 2000)
- Александрія, Єгипет (17 травня 2000)
- Гонолулу, США (15 жовтня 2003)
- Чунцін, КНР (1 червня 2007)
- Мерида, Мексика (15 жовтня 2007)
- Колката, Індія (15 жовтня 2007)
- Маніла, Філіппіни (7 жовтня 2008)